# Людвиг, Отто
Отто Людвиг (нем. Otto Ludwig; 12 февраля 1813, Айсфельд — 25 февраля 1865, Дрезден) — немецкий писатель, прозаик, драматург.

## Биография
Родился 12 февраля 1813 года в Айсфельде (Тюрингия). Когда ему было двенадцать лет, в возрасте 46 лет умер его отец, Эрнст Фридрих, городской синдик и адвокат герцогского суда Саксен-Мейнингена. В 1828 году он начал учиться в средней школе в соседнем Хильдбургхаузене. Спустя года стал работать в торговой лавке своего дяди. В 1832 году поступил в Зальфельдский лицей; формально готовился к карьере коммерсанта, но всё свободное время посвящал поэзии и музыке. В том же году умерла его мать Софи Кристиан, урожденная Отто. После двухлетнего пребывания в Зальфельде он вернулся в родной Айсфельд, где посвятил себя музыкальным и литературным занятиям; в местном театре были поставлены его оперы «Die Geschwister» и «Die Köhlerin», которые привлекли внимание герцога Бернгарда II Мейнингенского и в 1839 году он начал заниматься музыкой в Лейпциге у Феликса Мендельсона Бартольди на стипендию герцога. Однако осенью 1840 года из-за болезни он оставил оставить учёбу и вернулся на родину.
Сосредоточившись на литературе, в 1842 году он навсегда покинул Айсфельд и своей повестью «Die Emanzipation der Dienstboten» добился одобрения на очередную стипендию в Лейпциге. Семь лет спустя, в 1849 году, он переехал в Дрезден, после недолгого проживания в различных городах Германии. Через год после переезда в Дрезден 4 марта 1850 года в придворном театре состоялась премьера его самой успешной драмы «Der Erbförster». В 1852 году он женился на Эмилии Винклер и имел от неё троих детей, родившихся в 1852 году (Иуда), 1854 году (Эрнст Рейнхольд Отто) и 1858 году (Корделия).
В Дрездене он прожил до конца жизни; жил за счёт написания драм, рассказов и литературно-критических статей. В 1860 году заболел нервным расстройством; скончался 25 февраля 1865 года. Бы похоронен на Троицком лютеранском кладбище Дрездена.

## Литературная деятельность
Большинство его произведений так или иначе посвящены Тюрингии, быту её ремесленников и мещан. Ранние сочинения Отто Людвига были созданы под влиянием романтической прозы Л. Тика, Жана Поля и Э. Т. А. Гофмана: сказка «Правдивая история о трёх желаниях» («Die wahrhaftige Geschichte von den drei Wünschen», 1842), рассказ «Мария» («Maria», 1843) и др. В принёсшей ему литературную известность драме «Наследственный лесничий» («Der Erbförster»; поставлена в 1850, издана в 1853 году), содержащей элементы «трагедии рока», присутствует также попытка реалистичного изображения социальной среды и характеров. В той же манере выдержаны психологическая повесть «Между небом и землёй» («Zwischen Himmel und Erde», 1856, русский перевод 1861) и юмористический рассказ «Резвушка и её соперник» («Die Heiterethei und ihr Widerspiel», 1857) — в них тенденции реализма более сильны.
Известна также его монументальная трагедия «Маккавеи» («Die Makkabäer», поставлена в 1852, издана в 1854; одноимённая опера А. Г. Рубинштейна, 1875), представляющая собой его попытку создать эпическую драматургию.
Важной его работой в теории драматургии стали литературоведческие «Этюды о Шекспире» («Shakespeare-Studien», изданы в 1871), где полнокровный реализм и сценичность драматургии У. Шекспира противопоставлены абстрактно-идеалистической драме Ф. Шиллера, а также предпринята попытка доказать музыкальную природу «общей формы» пьес Шекспира (построенных, как полагает Людвиг, по принципу сонатной формы).  В исследовании «Этюды о романе» («Romanstudien», изданы в 1874), Отто Людвиг размышлял о различии между художественными принципами романа и драмы.

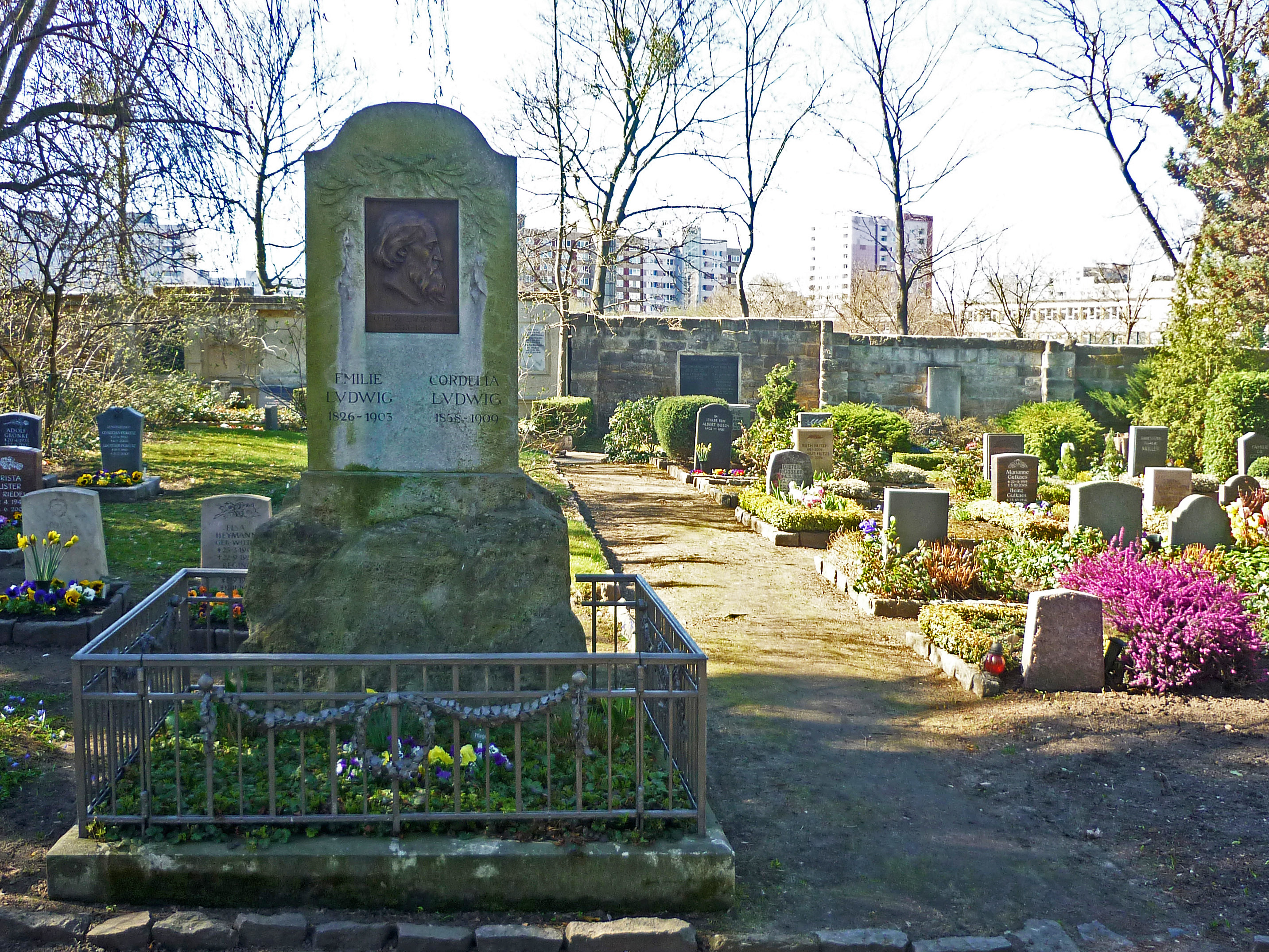
Могила О. Людвига на Троицком кладбище в Дрездене.